# Double or Nothing 2019
Double or Nothing 2019 è stato un evento in pay-per-view di wrestling prodotto dalla All Elite Wrestling, svoltosi il 25 maggio 2019 alla MGM Grand Garden Arena di Paradise.
È stato il primo pay-per-view nella storia della federazione.

## Descrizione
Sulla scia del successo dell'evento All In, Cody Rhodes e gli Young Bucks, grazie al sostegno economico del magnate Shahid Khan e del figlio Tony, riescono a creare una propria federazione di wrestling, la AEW, in cui vanno a confluire molti wrestler che all'inizio del 2019 erano fuoriusciti da federazioni come la New Japan Pro-Wrestling e la Ring of Honor.
Double or Nothing viene annunciato già in occasione della presentazione della nuova federazione il 1º gennaio 2019 e, dopo un corposo aumento del personale, il 10 febbraio viene ufficializzata la vendita dei biglietti, che vanno sold out in circa quattro minuti.
L'evento, oltre che di molti wrestler di livello internazionale, vanta la partecipazione di leggende dello sport come Jim Ross al commento, Justin Roberts come annunciatore, Bret Hart come presentatore del titolo mondiale prima del main event e Earl Hebner come arbitro e ha anche visto il debutto di Jon Moxley.
La card originaria avrebbe previsto anche un match tra Adam Page e Pac, ma l'incontro salta a causa di divergenze creative sull'esito dello stesso; i due si sono comunque affrontati a sorpresa circa una settimana prima dell'evento in uno show della Wrestle Gate Pro durante il quale Page ha subito un infortunio (kayfabe) al ginocchio.

## Risultati

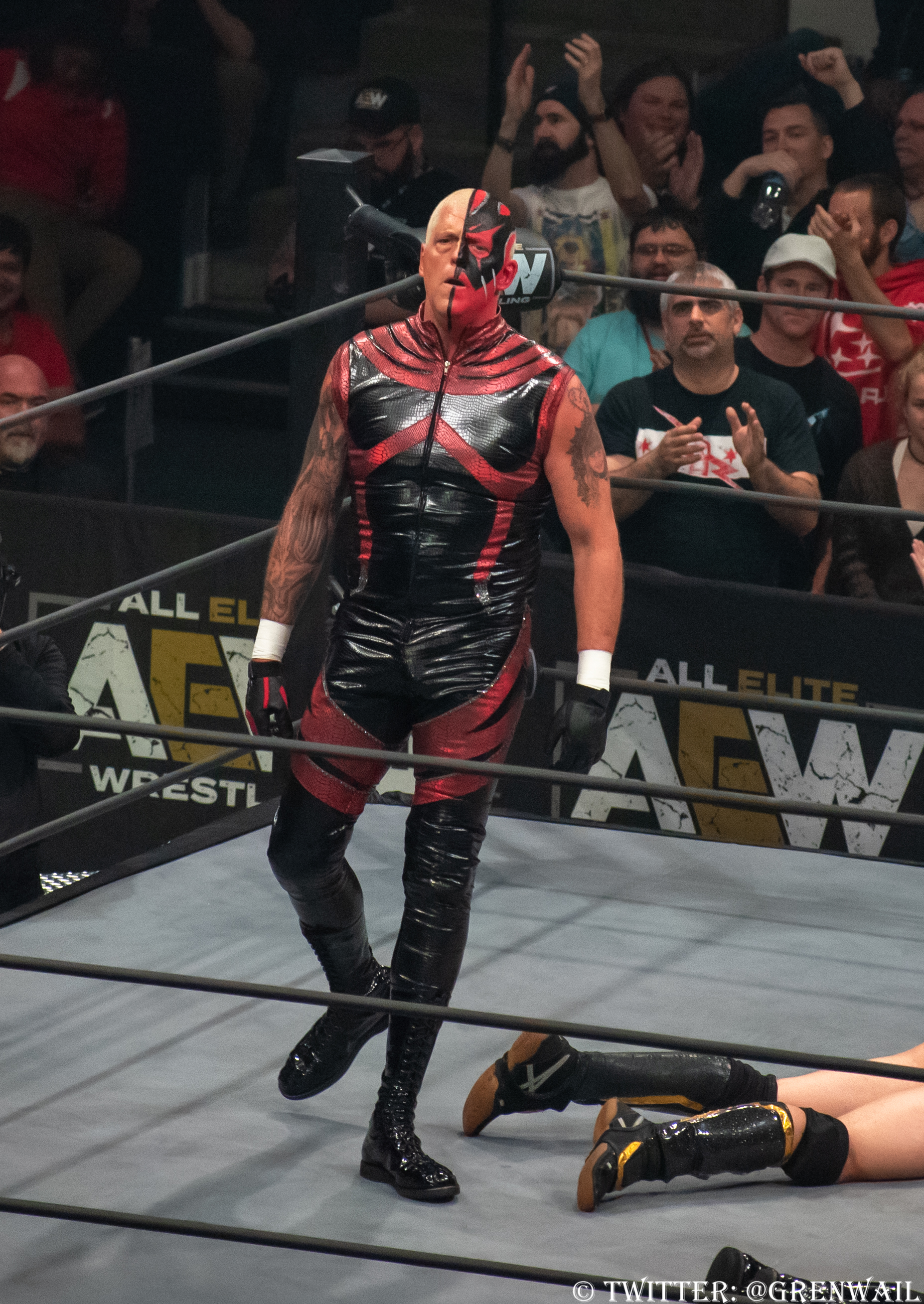
Dustin Rhodes nel 2019

| N.    | Incontro                                                                               | Stipulazione                                         | Durata |
| ----- | -------------------------------------------------------------------------------------- | ---------------------------------------------------- | ------ |
| BuyIn | Adam Page ha vinto eliminando per ultimo MJF                                           | Casino battle royale                                 | 24:00  |
| BuyIn | Kip Sabian ha sconfitto Sammy Guevara                                                  | Single match                                         | 10:00  |
| 1     | SoCal Uncensored hanno sconfitto Cima, El Lindaman e T-Hawk                            | 6-men tag team match                                 | 13:40  |
| 2     | Britt Baker ha sconfitto Awesome Kong, Kylie Rae e Nyla Rose                           | Fatal 4-way match                                    | 11:10  |
| 3     | Chuck Taylor e Trent hanno sconfitto Angélico e Jack Evans                             | Tag team match                                       | 12:35  |
| 4     | Hikaru Shida, Riho e Ryo Mizunami hanno sconfitto Aja Kong, Emi Sakura e Yuka Sakazaki | 6-women tag team match                               | 13:10  |
| 5     | Cody (con Brandi Rhodes) ha sconfitto Dustin Rhodes                                    | Single match                                         | 22:30  |
| 6     | The Young Bucks hanno sconfitto i Lucha Brothers                                       | Tag team match per l'AAA World Tag Team Championship | 24:55  |
| 7     | Chris Jericho ha sconfitto Kenny Omega                                                 | Single match                                         | 27:00  |

## Critica
L'evento ha ricevuto recensioni favorevoli, con gli incontri Jericho vs. Omega, The Young Bucks vs. The Lucha Brothers e Cody Rhodes vs. Dustin Rhodes tra i meglio accolti e apprezzati; molti critici lodarono quest'ultimo quale miglior match della serata. Double or Nothing vinse il premio Wrestling Observer Newsletter Award nella categoria "Best Major Wrestling Show" del 2019, mentre il match Cody vs. Dustin Rhodes si è aggiudicato il premio "Match of the Year" della rivista Pro Wrestling Illustrated.

## Conseguenze
Una settimana dopo Double or Nothing, il match inaugurale per il titolo AEW World Championship tra Chris Jericho e Adam Page venne confermato per l'evento All Out del 31 agosto 2019. Al ppv, Jericho sconfisse Page laureandosi primo campione mondiale AEW.
Al termine del Main Event, Jon Moxley ha fatto il suo debutto in AEW
A seguito del confronto tra Jon Moxley e Kenny Omega, era stato fissato un match tra i due per All Out, ma fu cancellato a causa di un infortunio di Moxley a un gomito. Fu quindi posticipato per l'evento Full Gear in novembre. A Full Gear, Moxley vinse l'incontro.
Dopo aver appianato le divergenze creative, Pac tornò in AEW e sostituì Jon Moxley in un match contro Kenny Omega All Out, vincendo. Durante l'intervista ad Adam Page dopo la sua sconfitta con Chris Jericho per l'AEW World Championship, Pac interruppe l'intervista e disse di essere tornato appositamente per vendicarsi di Page.